# Agathilla fulvopicta
Agathilla fulvopicta är en stekelart som beskrevs av John Obadiah Westwood 1882. Agathilla fulvopicta ingår i släktet Agathilla och familjen brokparasitsteklar. Inga underarter finns listade i Catalogue of Life.